# Ołeksij Dytiatjew
Ołeksij Ołeksijowycz Dytiatjew, ukr. Олексій Олексійович Дитятьєв (ur. 7 listopada 1988 w Nowej Kachowce) – ukraiński piłkarz, grający na pozycji obrońcy.

## Kariera piłkarska

### Kariera klubowa
Wychowanek klubu Enerhija Nowa Kachowka, barwy którego bronił w juniorskich mistrzostwach Ukrainy (DJuFL). Karierę piłkarską rozpoczął 24 lipca 2010 w składzie Enerhii Nowa Kachowka. Latem 2012 został zaproszony do klubu Krymtepłycia Mołodiżne. W lipcu 2013 dołączył do Bukowyny Czerniowce, a już wkrótce 30 sierpnia 2013 przeszedł do Olimpika Donieck. Po zakończeniu sezonu 2014/15 opuścił doniecki klub. 15 czerwca 2015 podpisał nowy kontrakt z Worskłą Połtawa. 18 stycznia 2017 opuścił połtawski klub, a 31 stycznia został piłkarzem Karpat Lwów. W lipcu 2017 podpisał roczny kontrakt z Cracovią z możliwością przedłużenia o kolejne dwa lata.

## Statystyki
(aktualne na dzień 25 maja 2018)
| Klub                   | Sezon              | Liga               | Liga  | Liga   | Puchar kraju | Puchar kraju | Europa | Europa | Suma  | Suma   |
| Klub                   | Sezon              | Liga               | Mecze | Bramki | Mecze        | Bramki       | Mecze  | Bramki | Mecze | Bramki |
| ---------------------- | ------------------ | ------------------ | ----- | ------ | ------------ | ------------ | ------ | ------ | ----- | ------ |
| Enerhija Nowa Kachowka | 2010/11            | Druha liha         | 21    | 4      | 0            | 0            | –      | –      | 21    | 4      |
| Enerhija Nowa Kachowka | 2011/12            | Druha liha         | 22    | 5      | 0            | 0            | –      | –      | 22    | 5      |
| Enerhija Nowa Kachowka | Ogólnie            | Ogólnie            | 43    | 9      | 0            | 0            | 0      | 0      | 43    | 9      |
| Krymtepłycia Mołodiżne | 2012/13            | Persza liha        | 27    | 1      | 2            | 0            | –      | –      | 29    | 1      |
| Bukowyna Czerniowce    | 2013/14            | Persza liha        | 3     | 0      | 1            | 0            | –      | –      | 4     | 0      |
| Olimpik Donieck        | 2013/14            | Persza liha        | 21    | 3      | 0            | 0            | –      | –      | 21    | 3      |
| Olimpik Donieck        | 2014/15            | Premier-liha       | 22    | 0      | 5            | 1            | –      | –      | 27    | 1      |
| Olimpik Donieck        | Ogólnie            | Ogólnie            | 43    | 3      | 5            | 1            | 0      | 0      | 48    | 6      |
| Worskła Połtawa        | 2015/16            | Premier-liha       | 20    | 3      | 2            | 0            | 0      | 0      | 22    | 3      |
| Worskła Połtawa        | 2016/17            | Premier-liha       | 16    | 1      | 2            | 0            | 2      | 0      | 20    | 1      |
| Worskła Połtawa        | Ogólnie            | Ogólnie            | 36    | 4      | 4            | 0            | 2      | 0      | 42    | 4      |
| Karpaty Lwów           | 2016/17            | Premier-liha       | 13    | 0      | 0            | 0            | –      | –      | 13    | 0      |
| Cracovia               | 2017/18            | Ekstraklasa        | 25    | 1      | 1            | 0            | –      | –      | 26    | 1      |
| Cracovia               | 2018/19            | Ekstraklasa        | 23    | 1      | 2            | 0            | -      | -      | 25    | 1      |
| Ogólnie w karierze     | Ogólnie w karierze | Ogólnie w karierze | 213   | 19     | 15           | 1            | 2      | 0      | 230   | 20     |

## Sukcesy i odznaczenia

### Sukcesy klubowe
Olimpik Donieck
- mistrz Ukraińskiej Pierwszej Ligi: 2013/14

Cracovia
- zdobywca Pucharu Polski: 2019/20
- brązowy medalista mistrzostw Polski: 2018/19